# La ragazza selvaggia
La ragazza selvaggia è un romanzo della scrittrice italiana Laura Pugno, pubblicato nel 2016 e vincitore del Premio Selezione Campiello - Giuria dei Letterati nel 2017.

## Trama
Tessa vive sola in un container, al centro della riserva naturale di Stellaria. Nativa del luogo, ha visto la rovina del paesino, ormai disabitato. In una notte di dicembre, con la neve che cade, Tessa avverte dei rumori e si vede davanti Dasha Held, gravemente ferita e in procinto di dissanguarsi. Non è la prima volta che incontra la strana ragazza, ma sinora le sue sensazioni non avevano trovato conferme. Tessa riesce a soccorrere Dasha e portarla nel container, dove la rinchiude, quindi chiama ambulanza e polizia.
Il ritrovamento di Dasha ha un'esplosiva reazione da parte dei media; dieci anni prima, durante una festa popolare, la dodicenne ucraina, figlia adottiva con la gemella di una coppia di coniugi, si era persa nel bosco assieme al suo cane Astrid. A nulla erano servite le ricerche fatte. Inoltre la sorella aveva dichiarato che Dasha voleva tornare in Ucraina. Per quanto ciò fosse poco probabile (Dasha si rifiutava di parlare e si sospettava un ritardo mentale), non c'erano state altre tesi a cui fare riferimento.
Dopo la scomparsa di Dasha, se n'era andata anche la madre, Agnese; inoltre, per cause non chiare, Michele Varriale, socio di Giorgio Held, si era gettato da un terrazzo, sotto gli occhi del figlio dodicenne Nicola. Il ragazzino aveva ricevuto da Nina la confessione che lei aveva abbandonato Dasha nel bosco, ma in dieci anni non aveva profferito parola in proposito. Alle soglie della giovinezza, aveva subito un altro dramma quando, in seguito a un referto medico, Nina aveva cercato il suicidio andando volutamente con l'auto contro un muro e, da tre mesi, si trovava in coma profondo.
Tessa apprende queste cose dallo stesso Nicola, nel corso della notte seguente al ritrovamento. In quanto naturalista, si è chiesta se fosse giusto restituire Dasha all'ambiente umano e civile, considerata la lunghissima permanenza in solitudine (preceduta forse da un sequestro). Gli sporadici incontri, nemmeno troppo certi, vengono perciò accuratamente occultati e, d'altro canto, Tessa non può ritirarsi davanti a una creatura ferita forse a morte. Il parco di Stellaria, con il suo progetto naturalistico, sta per essere abbandonato e quindi Tessa segue (con i suoi effetti personali) i soccorritori di Dasha, fino alla casa di Held, dove Nicola le farà le sue confidenze.
Held è determinato al massimo al recupero della figlia inselvatichita e le allestisce un ambiente apposito, la fa nutrire e stimolare in modo professionalmente impeccabile. Arriva al punto di ritirare Nina dall'ospedale e attrezzare una stanza per contenere le apparecchiature di cui la ragazza ha bisogno: Dasha vive con la sorella. Arrivano anche Agnese e Sandra per il Natale; infine Tessa si procura un cucciolo di lupo, uguale a quello che era stato con Dasha al momento della scomparsa. Eppure la mirabolante profusione di mezzi non porta a un solo passo avanti: Nina non risale dal coma e Dasha non migliora dal punto di vista comportamentale, ma solo come forma fisica.
Passano le settimane e Tessa deve decidere se trasferirsi in Francia per lavorare con un'amica. Però non può sottrarsi alla vicenda della ragazza selvaggia, come l'hanno chiamata i giornalisti. Una sera, apprende da Nicola che Dasha è scappata. Non si comprende se la madre Agnese abbia favorito la fuga. Intanto Nina è morta all'improvviso. Per non alimentare altre storie, Nicola e Tessa riescono a rintracciare, senza dare l'allarme, prima il cucciolo (morto investito da un'auto), quindi la stessa Dasha, ancora una volta indebolita da altre ferite. La riportano a casa con la massima discrezione.
Ai funerali di Nina, il testardo Giorgio Held ha voluto anche la presenza di Dasha, in una delle auto. La tensione e il dolore continui lo abbattono alla fine della cerimonia e, pochi giorni dopo, muore a sua volta. Egli lascia per testamento ogni suo bene a Nicola, con l'incarico di occuparsi di Dasha. Così, nella più assoluta segretezza, il ragazzo si fa aiutare da Tessa e restituiscono entrambi la ragazza alla natura, al bosco che, in mancanza di riscontri differenti, le si addice meglio del più sofisticato ambiente artificiale. Quindi Tessa è pronta per l'incarico lavorativo in Francia e telefona alla sua amica per accettare la proposta.

## Personaggi
- Tessa (Teresa Santanera), scienziata adibita alla riserva naturale di Stellaria.
- Giorgio Held, facoltoso imprenditore, proprietario della Techsa, insieme ai Varriale.
- Agnese Held, moglie di Giorgio, depressa per la mancanza di figli propri.
- Nina Yelena, figlia adottiva, con la sorella gemella, degli Held; proviene dall'Ucraina.
- Dasha (Daria), gemella di Nina. Non parla e si teme sia affetta da grave handicap intellettivo.
- Michele Varriale, socio di Giorgio, si toglie la vita per cause non chiarite.
- Nicola Varriale, figlio di Michele e coetaneo delle gemelle Held. Ha gli occhi di colore diverso: nero e azzurro chiaro. Subentra al padre nella ditta ed è considerato come un figlio da Held.
- Sandra, moglie, poi vedova di Michele, madre di Nicola; già separata dal marito al momento dell'incidente mortale.

## Edizioni
- Laura Pugno, La ragazza selvaggia, Marsilio, Venezia 2016 ISBN 978-88-317-2430-2
- Laura Pugno, La ragazza selvaggia, Universale economica Marsilio, Venezia 2020 ISBN 978-88-297-0579-5